# Michał Praszak
Michał Praszak (ur. 6 listopada 1952 w Lublinie) – polski szachista.

## Kariera szachowa
Największe sukcesy w karierze odniósł na przełomie lat 70. i 80. XX wieku w barwach Avii Świdnik, czterokrotnie zdobywając medale drużynowych mistrzostw Polski: złoty (Gdynia 1982), dwa srebrne (Lublin 1979, Jaszowiec 1980) oraz brązowy (Lubniewice 1981). Był również brązowym medalistą drużynowych mistrzostw Polski w szachach błyskawicznych (Częstochowa 1977). W 1979 r. w Tarnowie jedyny raz w karierze wystąpił w finale mistrzostw Polski (w turnieju rozegranym systemem szwajcarskim zajął 61. miejsce).
W 1987 r. zwyciężył w rozegranym w Warszawie memoriale Stanisława Gawlikowskiego. Wielokrotnie startował w turniejach międzynarodowych, sukcesy odnosząc m.in. w Pradze (1978, turniej Bohemians-B, dz. II-VI m.), Rewalu (1988, turniej Konik Morski Rewala, I m.), Myślenicach (1988, dz. II m. za Grzegorzem Łukasiewiczem, wspólnie z Ryszardem Gąsiorowskim i Stanisławem Kostyrą) oraz Pradze (1990, dz. III-VII m. za Ivanem Hausnerem i Josefem Pribylem). W 2006 r. podzielił IV m. (za Jędrzejem Długoszem, Stanisławem Zawadzkim i Maciejem Marszałkiem) w akademickim Pucharze Polski we Wrocławiu, natomiast w 2009 r. zwyciężył (wspólnie z Jurijem Zezulkinem, Dominikiem Orzechem i Michałem Mirosławem) w międzynarodowym otwartym turnieju w Krynicy-Zdróju.
Najwyższy ranking w karierze osiągnął 1 stycznia 1989 r., z wynikiem 2335 punktów dzielił wówczas 66-71. miejsce wśród polskich szachistów.